# Битка при Висамбур
Битката при Висамбур (на немски: Schlacht bei Weißenburg; на френски: Bataille de Wissembourg) е първата от Френско-пруската война. Тя се осъществила, когато три германски армии изненадват малкия френски гарнизон в близост до град Висамбур на 4 август 1870 г. Защитниците, които били числено превъзхождани, се били продължително преди да бъдат надвити. Въпреки всичко загубата на Висамбур позволила на пруската армия да продължи навътре във френска територия, като принудила маршал Мак Маон, херцог на Маджента, да се бие с тях и да загуби при битката при Вьорт на 6 август.

## Фон на битката
След продължителни конфликти между двете страни, на 19 юли 1870 Франция обявява война само на Прусия, на чиято страна се присъединяват и други германски държави.
През юли 1870 Наполеон III маневрира с френската армия и отива в Саарбрюкен. Той желае да спечени значима битка на германска земя и наредил на маршал Мак Маон да пренесе при него Първи и Четвърти френски корпус. Мак Маон трябвало да достигне Висамбур, където вече имал една дивизия под командването на Абел Дуе. Веднъж достигнал дотам, то се надявал да концентрира силите си, за да атакува прусаците. Германската III армия, под управлението на Фридрих III, се движела срещу Висамбур. И двете страни нямали точна представа за маневрите на врага.
Неблагоприятното развитие на войната накарало генерал Дюкро, командващ 6-а дивизия в Саарбрюкен, получил заповеди да оттегли частите си, разположени в Висамбур и Лаутербург. По-нисшестоящите били против това решение, не споделяйки съмненията на Дюкро за разумността в поставянето на 6-а дивизия покрай германският фронт. Но въпреки всичко генералът напуска града.
През август маршал Мак Маон концентрирал силите си при Агно (Хагенау), като се опитвал да премахне всяка възможност за опит за стратегическо използване на железопътната линия Страсбург-Агно-Бич-Мец.
Познаването на Дюкро на терена му спечелила отговорността да наблюдава разполагането на различни единици в територията, включително и първата дивизия на Дуе. Поради това той инструктирал Дуе да пренареди своите сили, за да подсигури височините на долината. Всичко това оставило само един батальон в града Висамбур. Накрая Дуе трябвало да отседне с 96-а рота в селото Клембак. В този момент той не вярвал, че врагът има достатъчно сила, за да предприеме каквато и да било атака.

## Битката
Силите на принца достигнали Висамбур преди Мак Маон да успее, благодарение на организационния гений на Леонард фон Блументал. Към 8:00 часа на 6 август втори баварски корпус се появява и започва да обсажда града. Германците атакували и след няколко часа навлезли в града. Германски резерви се появяват, за да обходят във фланг френските резерви. Баварците атакували източната част на града, докато пруското XI корпус и артилерията щурмували източната част. Френски подкрепления от Мак Маон започнали да идват на бойното поле. При пристигането на френския пети корпус баварските корпуси се оттеглили под огъня на артилерията. Французите атакували, но били толкова тежко отблъснати, че престанали да бъдат използваеми и нужни за останалата част от битката. Пруското пето тяло, което правело малък прогрес на западната част на града, най-сетне атакувало центъра на френските линии. Една последна контраатака от окопи позволила на французите да се оттеглят, а германските сили завзели града.

## Резултат
Битката е победа за германците и им позволила да продължат инвазията на Франция. За кратко време след битката Германската III армия започнала да се движи срещу Вьорт, където тя се натъкнала на основната част от армията на Мак Маон. Това била т.нар. битка при Вьорт.